# Производная категория
Производная категория D(A) абелевой категории A представляет собой конструкцию из гомологической алгебры, введённую для уточнения и в определённом смысле упрощения теории производных функторов, определённых на A. Конструкция определяется таким образом, что объектами D(A) становятся цепные комплексы объектов из A, причем два таких комплекса считаются изоморфными, когда существует гомоморфизм между этими комплексами, индуцирующий изоморфизм гомологий этих комплексов. Затем для цепных комплексов можно определить производные функторы, уточняя понятие гиперкогомологий. Определения приводят к существенному упрощению формул, в противном случае описываемых сложными спектральными последовательностями.
Разработка теории производных категорий Александром Гротендиком и его учеником Жаном-Луи Вердье вскоре после 1960 года представляется завершающим моментом во взрывном развитии гомологической алгебры в 1950-х годах, десятилетии, за которое она добилась замечательных успехов. Теория Вердье была изложена в его диссертации, опубликованной окончательно в 1996 году в журнале Asterisque (резюме ранее опубликовано в SGA 4½). Аксиоматика теории потребовала введения понятия триангулированной категории, а конструкция основана на локализации категории, обобщении понятия локализации кольца. Первоначальный импульс к развитию «производного» формализма возник из необходимости найти подходящую формулировку теории когерентной двойственности Гротендика. Производные категории с тех пор стали незаменимы и за пределами алгебраической геометрии, например, при формулировке теории D-модулей и микролокального анализа. В последние годы производные категории также стали важными в областях, близких к физике, таких как теория D-бран и зеркальная симметрия.
Неограниченные производные категории были введены Спалтенштейном в 1988 году.

## Мотивировка
В теории когерентных пучков, при попытке обобщения двойственности Серра на случай особых схем стала очевидной необходимость рассмотрения комплексов пучков вместо одного дуализирующего пучка. На самом деле, условие коэн-маколеевости, ослабление условия неособости, соответствует существованию одного дуализирующего пучка; но это далеко не общий случай. С интеллектуальной позиции «сверху вниз», которую занимал Гротендик, это означало необходимость переформулировки понятий. Вместе с этим возникла идея, что «настоящие» тензорные произведения и функторы Hom должны существовать на производном уровне, тогда как функторы Tor и Ext по отношению к ним играют скорее вычислительную роль.
Несмотря на высокую степень абстрактности, производные категории были приняты математиками в последующие десятилетия, особенно в качестве удобного средства для работы с когомологиями пучков. Возможно, самым большим достижением стала формулировка соответствия Римана – Гильберта для размерностей больше 1 в производных терминах около 1980 года. Школа Сато приняла язык производных категорий, после чего теория D-модулей стала выражаться в его терминах.
Параллельно была определена категория спектров в теории гомотопий. Как гомотопическая категория спектра, так и производная категория кольца являются примерами триангулированных категорий.

## Определение
Пусть {\displaystyle {\mathcal {A}}} — абелева категория (например, категория модулей над кольцом или категория пучков абелевых групп на топологическом пространстве). Производная категория {\displaystyle D({\mathcal {A}})} определяется универсальным свойством по отношению к категории {\displaystyle \operatorname {Kom} ({\mathcal {A}})} коцепных комплексов с членами из {\displaystyle {\mathcal {A}}}. Объекты {\displaystyle \operatorname {Kom} ({\mathcal {A}})} имеют вид
{\displaystyle \cdots \to X^{-1}\xrightarrow {d^{-1}} X^{0}\xrightarrow {d^{0}} X^{1}\xrightarrow {d^{1}} X^{2}\to \cdots ,}
где каждый Xi является объектом {\displaystyle {\mathcal {A}}} и каждая из композиций {\displaystyle d^{i+1}\circ d^{i}} равна нулю. Группа i-х когомологий комплекса — это {\displaystyle H^{i}(X^{\bullet })=\operatorname {ker} d^{i}/\operatorname {im} d^{i-1}}. Если {\displaystyle (X^{\bullet },d_{X}^{\bullet })} и {\displaystyle (Y^{\bullet },d_{Y}^{\bullet })} — два коцепных комплекса, то морфизм {\displaystyle f^{\bullet }\colon (X^{\bullet },d_{X}^{\bullet })\to (Y^{\bullet },d_{Y}^{\bullet })} определяется как семейство морфизмов {\displaystyle f_{i}\colon X^{i}\to Y^{i},} таких, что {\displaystyle f_{i+1}\circ d_{X}^{i}=d_{Y}^{i}\circ f_{i}}. Такой морфизм индуцирует набор морфизмов когомологий {\displaystyle H^{i}(f^{\bullet })\colon H^{i}(X^{\bullet })\to H^{i}(Y^{\bullet })}, и {\displaystyle f^{\bullet }} называется квазиизоморфизмом, если каждый из морфизмов {\displaystyle H^{i}(f^{\bullet })} является изоморфизмом в {\displaystyle {\mathcal {A}}}.
Универсальное свойство производной категории состоит в том, что она является локализацией категории комплексов по отношению к классу квазиизоморфизмов. А именно, производная категория {\displaystyle D({\mathcal {A}})} — это категория с функтором {\displaystyle Q\colon \operatorname {Kom} ({\mathcal {A}})\to D({\mathcal {A}})}, удовлетворяющая следующему универсальному свойству: пусть {\displaystyle {\mathcal {C}}} — произвольная категория (не обязательно абелева), и {\displaystyle F\colon \operatorname {Kom} ({\mathcal {A}})\to {\mathcal {C}}} — функтор, такой, что для любого квазиизоморфизма {\displaystyle f^{\bullet }} в {\displaystyle \operatorname {Kom} ({\mathcal {A}})} его образ {\displaystyle F(f^{\bullet })} является изоморфизмом в {\displaystyle {\mathcal {C}}}; тогда {\displaystyle F} единственным образом пропускается через {\displaystyle Q}. Любые две категории, удовлетворяющие этому универсальному свойству, эквивалентны.

### Связь с гомотопической категорией
Если {\displaystyle f} и {\displaystyle g} — два морфизма {\displaystyle X^{\bullet }\to Y^{\bullet }} в {\displaystyle \operatorname {Kom} ({\mathcal {A}})}, то цепная гомотопия или просто гомотопия {\displaystyle h\colon f\to g} — это набор морфизмов {\displaystyle h^{i}\colon X^{i}\to Y^{i-1}}, таких, что {\displaystyle f^{i}-g^{i}=d_{Y}^{i-1}\circ h^{i}+h^{i+1}\circ d_{X}^{i}} для любого i. Непосредственно доказывается, что два гомотопных морфизма индуцируют одинаковые морфизмы групп когомологий. Гомотопическая категория коцепных комплексов {\displaystyle K({\mathcal {A}})} — это категория с теми же объектами, что и в {\displaystyle \operatorname {Kom} ({\mathcal {A}})}, морфизмы в которой — это классы эквивалентности морфизмов комплексов по отношению к цепной гомотопии. Существует естественный функтор {\displaystyle \operatorname {Kom} ({\mathcal {A}})\to K({\mathcal {A}})}, действующий тождественно на объектах и отображающий каждый морфизм в его класс цепной гомотопической эквивалентности. Для любых двух гомотопных морфизмов {\displaystyle f} и {\displaystyle g} имеет место равенство {\displaystyle Q(f)=Q(g)}, поэтому {\displaystyle Q} пропускается через этот функтор. Следовательно, {\displaystyle D({\mathcal {A}})} можно также рассматривать как локализацию гомотопической категории.
С точки зрения модельных категорий, производная категория {\displaystyle D({\mathcal {A}})} — это истинная 'гомотопическая категория' категории комплексов, тогда как {\displaystyle K({\mathcal {A}})} может быть названа 'наивной гомотопической категорией'.

### Построение производной категории
Существует несколько возможных конструкций производной категории. Если {\displaystyle {\mathcal {A}}} является малой категорией, существует прямой способ построения производной категории путём формального добавления морфизмов, обратных к квазиизоморфизмам. Это — пример общего способа построения категории при помощи образующих и соотношений.
Если {\displaystyle {\mathcal {A}}} — большая категория, эта конструкция не применима по теоретико-множественным причинам. В этой конструкции морфизмы определяются как классы эквивалентности путей. Если {\displaystyle {\mathcal {A}}} имеет собственный класс попарно изоморфных объектов, то существует собственный класс путей между любыми двумя из этих объектов. Конструкция через образующие и соотношения тогда может гарантировать только то, что морфизмы между двумя объектами образуют собственный класс. Однако, обычно требуется, чтобы морфизмы между двумя объектами категории образовывали множество, поэтому эта конструкция не позволяет построить настоящую категорию.
Даже в том случае, когда категория {\displaystyle {\mathcal {A}}} малая, конструкция через образующие и соотношения, вообще говоря, производит категорию, структура которой не проста: морфизмы в ней могут быть сколь угодно длинными путями, подчинёнными довольно таинственному отношению эквивалентности. По этой причине, как правило, производную категорию строят более конкретным образом, даже когда теория множеств не создаёт препятствий.
Эти, более конкретные, конструкции используют гомотопическую категорию. Набор квазиизоморфизмов в {\displaystyle K({\mathcal {A}})} образует локализующий класс — он удовлетворяет набору условий, позволяющих переписать сложные пути через более простые. Теорема Габриеля — Цисмана влечёт, что локализация по мультипликативной системе допускает простое описание в терминах «домиков». Морфизм {\displaystyle X^{\bullet }\to Y^{\bullet }} в {\displaystyle D({\mathcal {A}})} может быть описан как пара {\displaystyle (s,f)}, где для некоторого комплекса {\displaystyle Z^{\bullet }}, {\displaystyle s\colon Z^{\bullet }\to X^{\bullet }} является квазиизоморфизмом, а {\displaystyle f\colon Z^{\bullet }\to Y^{\bullet }} — класс эквивалентности некоторого морфизма с точностью до цепной гомотопии. Этот морфизм можно условно обозначить как {\displaystyle f\circ s^{-1}}. Два домика {\displaystyle (s,f)} и {\displaystyle (t,g)} эквивалентны, если и только если их можно достроить до третьего домика вида {\displaystyle (s\circ r,g\circ h),} таким образом, что {\displaystyle s\circ r=t\circ h,g\circ h=f\circ r} в категории {\displaystyle K({\mathcal {A}})}.

## Замечания
Для определённых целей используют ограниченные снизу ({\displaystyle X^{n}=0} для {\displaystyle n\ll 0}), ограниченные сверху ({\displaystyle X^{n}=0} для {\displaystyle n\gg 0}) или ограниченные ({\displaystyle X^{n}=0} для {\displaystyle |n|\gg 0}) комплексы вместо неограниченных. Получающиеся производные категории обычно обозначают как D+(A), D−(A) и Db(A), соответственно.
Если используется классическое понятие категории, по которому морфизмы между любыми двумя объектами образуют множество (а не просто класс), то требуются дополнительные рассуждения для доказательства корректности определения производной категории. Если абелева категория A малая, то есть её объекты образуют множество, проблем не возникает. Также, если A — абелева категория Гротендика, то производная категория D(A) эквивалентна полной подкатегории гомотопической категории K(A), и поэтому морфизмы между любыми двумя её объектами образуют множество. Абелевыми категориями Гротендика являются категория модулей над кольцом, категория пучков абелевых групп на топологическом пространстве и многие другие.
Композиция двух морфизмов, представленных домиками {\displaystyle (s,f)} и {\displaystyle (t,g)} представлена «достроенным» домиком {\displaystyle (s\circ t',g\circ f')}, таким, что {\displaystyle f\circ t'=t\circ f'} в категории {\displaystyle K({\mathcal {A}})}. Можно проверить, что это задаёт корректно определённую ассоциативную операцию композиции.
Поскольку K(A) является триангулированной категорией, её локализация D(A) также триангулирована. Для целого числа n и комплекса X определим комплекс X[n] как X, сдвинутый влево на n, так что
{\displaystyle X[n]^{i}=X^{n+i},}
с дифференциалом
{\displaystyle d_{X[n]}=(-1)^{n}d_{X}.}
Пусть {\displaystyle (X^{\bullet },d_{X})} и {\displaystyle (Y^{\bullet },d_{Y})} — два комплекса, {\displaystyle f:X^{\bullet }\to Y^{\bullet }} — морфизм комплексов. Конусом морфизма f называется комплекс C(f) с членами {\displaystyle C(f)^{n}=(X[1]\oplus Y)^{n}=X^{n+1}\oplus Y^{n}} и дифференциалом
{\displaystyle d_{C(f)}={\begin{pmatrix}d_{X[1]}&0\\f[1]&d_{Y}\end{pmatrix}}} (действующим на вектор-столбцы из двух элементов).
Например, если комплексы состоят из абелевых групп, дифференциал действует по правилу
{\displaystyle d_{C(f)}^{n}(x^{n+1},y^{n})=(-d_{X}^{n+1}(x^{n+1}),f^{n+1}(x^{n+1})+d_{Y}^{n}(y^{n}))}. Конус C(f) можно рассматривать как тотальный комплекс двойного комплекса {\displaystyle Z^{\bullet ,\bullet }}, такого, что {\displaystyle Z^{0,i}=Y^{i},Z^{-1,i}=X^{i}} (остальные члены нулевые), а дифференциалы соответствуют компонентам {\displaystyle -d_{X},d_{Y}} и {\displaystyle f}.
Определены канонические морфизмы Y → C(f) (вложение прямого слагаемого) и C(f) → X[1] (проекция на прямое слагаемое). По определению, выделенные треугольники в D(A) — это треугольники, изоморфные в D(A) треугольникам вида X → Y → C(f) → X[1] для морфизмов комплексов f: X → Y. В частности, для любой короткой точной последовательности 0 → X → Y → Z → 0 в A треугольник X → Y → Z → X[1] является выделенным в D(A). Вердье объяснял, что сдвиг X[1] определён им таким образом, чтобы X[1] был конусом морфизма X → 0.
Рассматривая объекты категории A как комплексы, сосредоточенные в нулевом члене, получаем, что производная категория D(A) содержит A как полную подкатегорию. Морфизмы в производной категории содержат информацию о всех группах Ext: для любых объектов X и Y категории A и любого целого j
{\displaystyle {\text{Hom}}_{D({\mathcal {A}})}(X,Y[j])={\text{Ext}}_{\mathcal {A}}^{j}(X,Y).}

## Проективные и инъективные резольвенты
Как было упомянуто выше, существует канонический функтор {\displaystyle K({\mathcal {A}})\to D({\mathcal {A}})}. В конкретных случаях, очень трудно или невозможно работать с морфизмами в производной категории напрямую. Поэтому бывает полезно найти более простую категорию, которая эквивалентна производной категории. Существует два классических (двойственных) подхода к этой задаче: проективные и инъективные резольвенты. Для обоих подходов ограничение упомянутого выше канонического функтора на подходящую подкатегорию оказывается эквивалентностью категорий.
Далее мы опишем роль инъективных резольвент в формализме производных категорий, которая является основополагающей для определения правых производных функторов, которые, в свою очередь, имеют важные применения в теории когомологий пучков на топологических пространствах или в более сложных теориях когомологий, таких как этальные когомологии или когомологии групп.
Для применения этой техники требуется, чтобы абелева категория A имела достаточно много инъективных объектов, то есть чтобы любой объект X этой категории допускал мономорфизм в инъективный объект I. (Заметим, что ни мономорфизм, ни инъективный объект не обязаны быть определены однозначно.) В частности любая абелева категория Гротендика имеет достаточно много инъективных объектов. Вкладывая X в некоторый инъективный объект I0, затем — коядро этого морфизма в некоторый инъективный объект I1 и т. д., можно построить инъективную резольвенту объекта X, то есть точную (вообще говоря, бесконечную) последовательность
{\displaystyle 0\rightarrow X\rightarrow I^{0}\rightarrow I^{1}\rightarrow \cdots ,\,}
в которой I* — инъективные объекты. Эта конструкция допускает обобщение, давая инъективные резольвенты ограниченных снизу комплексов X, то есть таких, что Xn = 0 для достаточно малых n. Как замечено выше, инъективные резольвенты не определены однозначно, но любые две резольвенты гомотопически эквивалентны, то есть изоморфны в гомотопической категории. Более того, морфизм комплексов однозначно определяет морфизм выбранных некоторым образом инъективных резольвент.
Теперь мы можем вновь использовать гомотопическую категорию: отображая объект X котегории A в (некоторую) его инъективную резольвенту I*, мы получаем функтор
{\displaystyle D^{+}({\mathcal {A}})\rightarrow K^{+}(\mathrm {Inj} ({\mathcal {A}}))}
из ограниченной снизу производной категории в ограниченную снизу гомотопическую категорию комплексов, члены которых — инъективные объекты A.
Нетрудно видеть, что этот функтор является обратным к ограничению канонического функтора локализации, упомянутого в начале раздела. Другими словами, морфизмы Hom(X,Y) в производной категории можно находить, рассматривая резольвенты X и Y и вычисляя морфизмы в гомотопической категории, что, по крайней мере теоретически, легче. Более того, достаточно рассмотреть резольвенту Y: для любого комплекса X и любого ограниченного снизу комплекса Y инъективных объектов,
{\displaystyle \mathrm {Hom} _{D(A)}(X,Y)=\mathrm {Hom} _{K(A)}(X,Y).}
Двойственным образом, если A имеет достаточно много проективных объектов, то есть для любого объекта X существует эпиморфизм из проективного объекта P в X, можно использовать проективные резольвенты вместо инъективных.
В 1988 Спалтенштейн определил неограниченную производную категорию, которая вскоре оказалась полезной при изучении пространств с особенностями; см., например, книгу с разнообразными приложениями неограниченной производной категории. Спалтенштейн использовал так называемые K-инъективные и K-проективные резольвенты.

## Связь с производными функторами
Производные категории являются естественным техническим средством для определения и изучения производных функторов. В последующем изложении, пусть F: A → B — функтор между абелевыми категориями. Существуют два двойственных понятия:
- правые производные функторы строятся по точным слева функторам и вычисляются при помощи инъективных резольвент;
- левые производные функторы строятся по точным справа функторам и вычисляются при помощи проективных резольвент.

В нашем изложении мы будем описывать правые производные функторы. Поэтому, предположим, что F точен слева. Типичные примеры — это F: A → Ab, задаваемый как X ↦ Hom(X, A) или X ↦ Hom(A, X) для некоторого фиксированного объекта A, или функтор глобальных сечений пучка, или функтор прямого образа. Их правыми производными функторами являются Extn(-,A), Extn(A,-), Hn(X, F) или функторы высших прямых образов Rnf∗ (F), соответственно.
Производные категории позволяют объединить все производные функторы RnF в один функтор, (полный) производный функтор RF: D+(A) → D+(B). Он определяется как следующая композиция: D+(A) ≅ K+(Inj(A)) → K+(B) → D+(B), где первая эквивалентность категорий описана выше. Классические производные функторы связаны с новым производным функтором соотношением RnF(X) = Hn(RF(X)). Можно сказать, что RnF забывают о цепном комплексе и помнят только о когомологиях, тогда как RF помнит и о комплексах.
Производные категории являются, в некотором смысле, «правильным местом» для работы с этими функторами. Так, например, спектральная последовательность Гротендика для композиции двух функторов
{\displaystyle {\mathcal {A}}{\stackrel {F}{\rightarrow }}{\mathcal {B}}{\stackrel {G}{\rightarrow }}{\mathcal {C}},\,}
таких, что F отображает инъективные объекты категории A в G-ацикличные объекты (то есть RiG(F(I)) = 0 для всех i > 0 и инъективных I), является выражением следующего тождества для производных функторов
R(G∘F) ≅ RG∘RF.

## Производные эквивалентности
Может случиться, что две абелевы категории A и B не эквивалентны, но эквивалентны их производные категории D(A) и D(B). Часто это даёт интересную связь между A и B. Такие эквивалентности связаны с теорией t-структур в триангулированных категориях. Ниже приведены несколько примеров.
- Пусть {\displaystyle \mathrm {Coh} (\mathbb {P} ^{1})} — абелева категория когерентных пучков на проективной прямой над полем. Пусть K2-Rep — абелева категория представлений колчана[англ.] Кронекера с двумя вершинами. Это две различные абелевы категории, но их (ограниченные) производные категории эквивалентны.
- Пусть Q — любой колчан, а P — колчан, полученный из Q обращением некоторых стрелок. Вообще говоря, категории представлений колчанов Q и P различны, но Db(Q-Rep) всегда эквивалентна Db(P-Rep).
- Пусть X — абелево многообразие, Y — его двойственное абелево многообразие[англ.]. Тогда Db(Coh(X)) эквивалентна Db(Coh(Y)) по теории преобразований Фурье – Мукаи[англ.]. Многообразия с эквивалентными производными категориями когерентных пучков иногда называются партнёрами Фурье — Мукаи.